# Eutypa quercicola
Eutypa quercicola är en svampart som beskrevs av Rappaz 1987. Eutypa quercicola ingår i släktet Eutypa och familjen Diatrypaceae.   Inga underarter finns listade i Catalogue of Life.